# امامزاده سلطان سید احمد
امامزاده سلطان سید احمد مربوط به دوره سلجوقیان است و در شهرستان جیرفت، ساردوئیه، خیابان اصلی واقع شده و این اثر در تاریخ ۱۸ خرداد ۱۳۸۴ با شمارهٔ ثبت ۱۱۸۷۴ به‌عنوان یکی از آثار ملی ایران به ثبت رسیده‌است.
وی جد اعلای سید علی خامنه‌ای، دومین رهبر جمهوری اسلامی ایران است. 

## نسب
سیداحمدبن محمدالمدائنی بن حسن بن حسین بن حسن الافطس بن علی الاصغر بن الامام علی بن الحسین زین العابدین" نسب امامزاده سلطان سیداحمد از فرزندان و علی بن حسین (سجاد) است را نشان می‌دهد.

## سلطان سید احمد
امامزاده سلطان سیداحمد فرزند امامزاده محمد است که نسب وی با پنج واسطه به علی بن حسین (سجاد) رسیده‌است.